# دیگو پولنتا
دیگو فابیان پولنتا موستی (اسپانیایی: Diego Fabián Polenta Musetti‎؛ زادهٔ ۶ فوریهٔ ۱۹۹۲) بازیکن فوتبال اهل اروگوئه است.
از باشگاه‌هایی که در آن بازی کرده‌است می‌توان به جنوآ، باری، ناسیونال و ال‌ای گلکسی اشاره کرد.